# 山岡みどり
山岡 みどり（やまおか みどり、1990年11月25日 - ）は、日本の元タレント、元ファッションモデル、元歌手。東京都出身。元レプロエンタテインメント所属。

## 略歴
2005年、9nineのメンバーとしてデビュー（2009年3月脱退）。

## 人物
- 趣味・特技：絵を描くこと、小説を書くこと、音楽を聞くこと、漫画を読むこと。
- 好きなアーティスト：BUMP OF CHICKEN、UVER world、red balloon、椎名林檎、東京事変

## 作品

### シングル
- Sweet Snow（2006年）
- Shine（2006年）
- 夏服（2006年）

### アルバム
- first9（2007年）
- second 9（2008年）

## 出演

### 映画
- 嫌われ松子の一生（2006年5月27日）コーラス部員 役

### DVD
- しんこきゅう（2004年、心交社） - 当時14歳
- 好夏3 星空のユグドラシル（2005年） - 当時15歳
- JJIDOL 山岡みどり 13歳 2004（2006年） - 当時15歳

## 書籍

### 写真集
- Green Day（2004年、心交社）

### 雑誌
- ローティーンの夏服（2001年）
- four sphere vol.2（2001年、桜桃書房）
- なかよし（2001年、講談社）
- ｘ＋（2002年、講談社）
- ニンテンドーキッズ（2003年、双葉社）
- なかよし（2004年、講談社）
- ちゃお（2005年、小学館）
- ゼクシィ（2006年、リクルート）